# سلطنت ممالیک
سلطنت مَمالیک یا پادشاهی مَملوک‌ها (به عربی: سلطنة المَماليك) حکومت نظامیانی ترک و چَرکَسی بود، که عمده قلمروشان به مصر و شام محدود می‌شد. بخشی از فرمانروایی این حکومت، از طلایی‌ترین دوره‌های تاریخی این دو سرزمین است. در گذر نزدیک به سه سده فرمانروایی مملوکان، دو دودمان از پادشاهان به فرمانروایی نشستند.
این حکومت که از اواسط قرن سیزدهم تا اوایل قرن شانزدهم میلادی، در وسیع‌ترین پهنای خود، بر بخش‌های بسیاری از خاورمیانه و شمال آفریقا حکمرانی می‌کرد، نه‌تنها به‌عنوان مدافع جهان اسلام در برابر تهاجمات صلیبیان و مغولان شناخته می‌شود، بلکه به‌عنوان یکی از دوره‌های شکوفایی تمدن اسلامی نیز مورد توجه قرار گرفته است. ممالیک که در اصل غلامانی بودند که به مراتب بالای نظامی و سیاسی رسیدند، توانستند ساختاری منسجم و پایدار ایجاد کنند، که در آن سیاست، اقتصاد و فرهنگ در هم تنیده شدند.  
پایه‌های این سلطنت با سقوط دولت ایوبیان و روی کار آمدن ممالیک بَحری شکل گرفت. آنان با مرکزیت مصر و شام، شبکه‌ای از قدرت را بنیان نهادند، که بر پایه نظام‌های پیچیده اداری، نظامی و اقتصادی استوار بود. یکی از نقاط عطف این دوره، شکست دادن مغولان در نبرد عین‌جالوت بود، که نه‌تنها از سقوط بخش‌های بیشتری از جهان اسلام جلوگیری کرد، بلکه موقعیت ممالیک را به‌عنوان قدرت بی چون‌و‌چرای منطقه تثبیت نمود. علاوه بر این، ممالیک با حفاظت و کنترل راه‌های تجاری بین شرق و غرب، نقشی کلیدی در اقتصاد جهانی آن دوران ایفا کردند.
در عرصه فرهنگ و تمدن نیز سلطنت ممالیک دورانی درخشان را رقم زد. معماری، هنر، علوم دینی و ادبیات در این دوره به رونقی قابل توجه دست یافتند. مساجد، مدارس و بناهای عمومی بسیاری در قاهره، دمشق و دیگر شهرهای تحت حکومت ممالیک ساخته شد که هنوز هم بسیاری از آن‌ها پابرجا هستند و گواهی بر عظمت این دوران می‌دهند. همچنین، نهادهای آموزشی و علمی تحت حمایت حاکمان مملوک، دانشمندان و عالمان بزرگی را پرورش دادند که آثارشان تأثیری ماندگار بر جهان اسلام گذاشت.

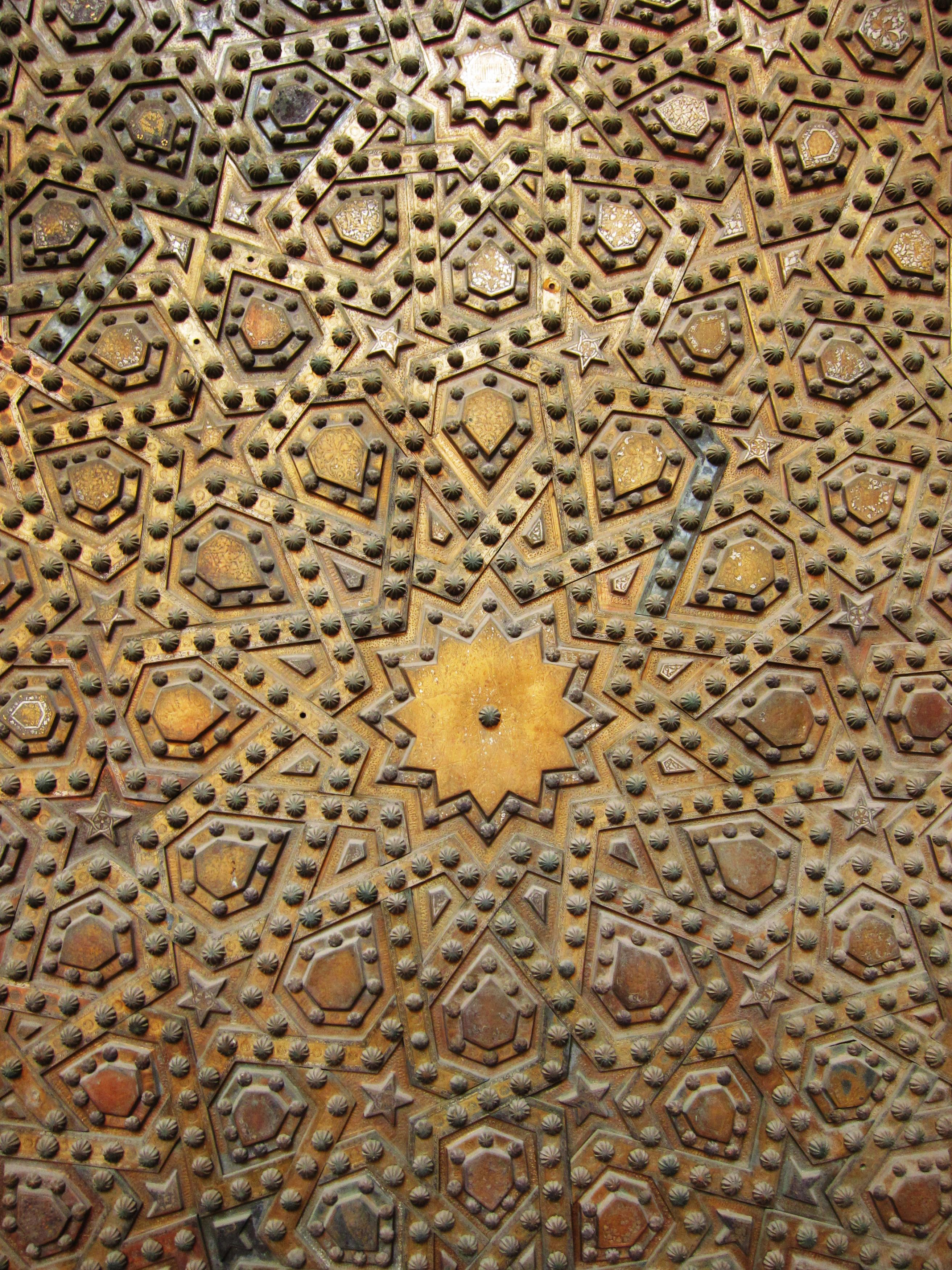
ظریف‌کاری هنرمندانه معماری داخلی مسجد سلطان حسن؛ قاهره، مصر؛ تکمیل بنا در ۱۳۶۱ میلادی

با این حال، سلطنت ممالیک در نهایت با ظهور قدرت‌های جدید، به‌ویژه عثمانی‌‌ها، رو به افول نهاد و در نهایت با فتح مصر توسط سلطان سلیم اول به پایان رسید. با این وجود، میراث ممالیک در ابعاد مختلف سیاسی، نظامی، فرهنگی و تمدنی چنان گسترده است که بررسی آن نه‌تنها برای فهم تاریخ اسلام، بلکه برای درک تحولات جهانی آن عصر ضروری به نظر می‌رسد.

## نام
اصطلاح «سلطنت مملوک» اصطلاحی جدید در تاریخ‌نگاری است. منابع عربی برای دوره سلطنت ممالیک بحری از این سلسله به عنوان دولت تُرکان (دولة الاتراک، دولت الترک) و از ممالیک برجی به دولت چرکس ها (دولة الجراکسة، دولت الجریکیسا) یاد می‌کنند.

## تاریخچه
جمع مملوک، ممالیک و به معنی غلام که برگرفته از واژهٔ ترکی کوله به معنای سرباز، مزدور است که در زبان عربی به صورت مملوک به کار رفته‌است و بیشتر این واژه را در مورد سربازان سفیدپوست به کار می‌برده‌اند و از آنجا که سلاطین «ممالیک» مصر از فرماندهان و جنگاوران ترک‌تبار بودند که نخست در جزء قراولان الملک الصالح ایوب قرار داشتند بدین نام نامیده شده‌اند. نخستین ایشان شجرةالدر همسر الملک الصالح است، اگرچه چند سالی اسماً سلطنت با موسی از بازماندگان خاندان ایوبی بود، ولی پس از او ممالیک رسماً سلطنت مصر را به دست گرفتند و ایشان دو گروه‌اند: ممالیک بحری و ممالیک برجی و این دو طبقه تا نیمهٔ اول سدهٔ دهم هجری مصر و شام را تحت اداره و حکومت خود داشتند و افراد آن دودمان‌ها با وجود سلطنت کوتاه و جنگ‌های داخلی دائمی ممالک خویش را به خوبی اداره می‌کردند و شهر قاهره از دورهٔ سلطنت ایشان آثار درخشان و باارزشی دارد که نمایندهٔ عشق و علاقهٔ سلاطین مملوک به هنر و سازندگی است. ممالیک افزون‌بر این مردمانی جنگ‌آور و دلیر بودند و در مقابل صلیبیان عیسوی و نیز اردوهای مغولان ایستادگی سختی کردند، به‌ویژه مغولان که بر آسیا چیرگی یافته و مصر را طرف تهدید قرار داده بودند چند بار مغلوب نمودند. دورهٔ حکومت ممالیک بحری در سال ۷۹۲ ه‍. ق به دست ممالیک برجی از میان رفت و ممالیک برجی را به سال ۹۲۲ ه‍.ق سلاطین عثمانی از میان برداشتند.
دولت ممالیک که نزدیک به سیصد سال فرمانروایی منطقه را در دست داشت، دولتی به‌سامان و باشکوه بود که با وجود جنگ‌های داخلی و آشوب‌های سیاسی انبوه توانست تمدن درخشانی ایجاد کند که آثار آن هنوز در مصر و سوریه برجا است، به ویژه که پادشاهان این دولت به دانش و فن توجه تام داشتند. از دید نظامی نیز پادشاهان مملوک توانستند با درایت و لیاقت بسیار بالا و با رشته نبردهای ۵۰ سالهٔ دو متحد بزرگ، صلیبیان اروپای غربی و مغولان که پس از چیرگی بر سوریه و آناتولی، فلسطین و مصر را تهدید می‌کردند، مقابله کنند و مانع از کشتار مسلمانان شوند.

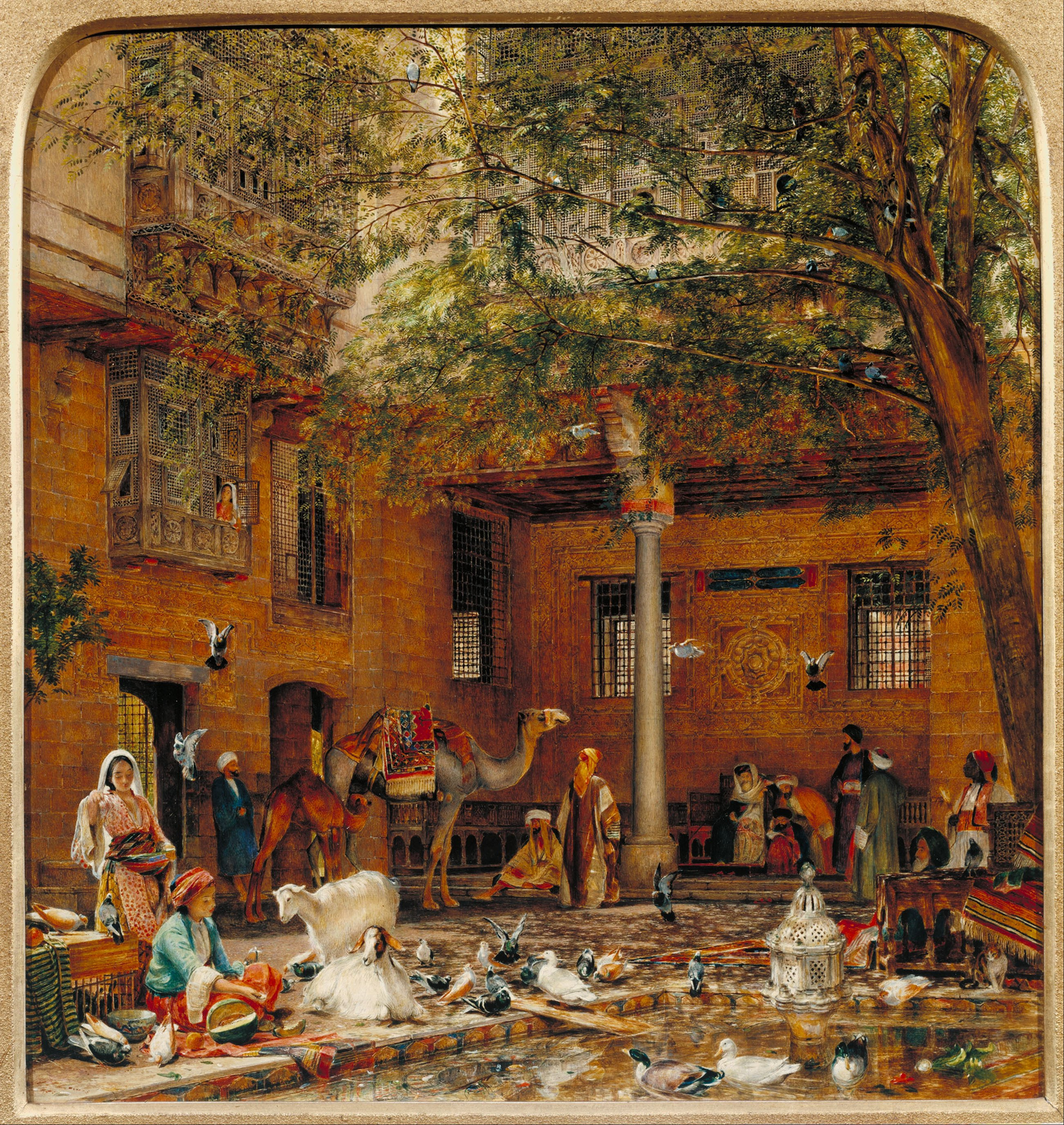
حیاط خانهٔ رهبر مذهبی کلیسای ارتدکس قبطی در قاهره، نگاره‌ای است از جان فردریک لوئیز، نقاش شرق‌شناس انگلیسی که اندرونی خانهٔ رهبر مذهبی کلیسای ارتدکس قبطی در دولت مملوک‌ها را در سال ۱۸۶۴ میلادی، به‌تصویر کشیده‌است.

## پی‌نوشت
1. ↑  «Egypt - The Mamluks, 1250-1517». countrystudies.us. دریافت‌شده در ۲۰۲۲-۰۳-۰۴.
2. ↑  سلسله‌های اسلامی. ص. ۱۰۸.
3. ↑  منظور از «راه‌های تجاری بین شرق و غرب»، مسیرهای تجاری بین آسیا (هند و چین) و اروپا است، که از مصر و شام می‌گذشت. ممالیک با کنترل این مسیرها، نه‌تنها ثروت کلانی به دست آوردند، بلکه برای چند قرن مرکز اقتصاد جهانی بودند. سقوط آن‌ها همزمان با گشایش راه‌های دریایی جدید توسط اروپایی‌ها، پایان این انحصار را رقم زد.
4. «منبع».
5. ↑  «منبع».
6. ↑  Turan, Fikret; Boeschoten, Hendrik; Stein, Heidi (2007). "The Mamluks and Their Acceptance of Oghuz Turkish as Literary Language: Political Maneuver or Cultural Aspiration?". Turcologica (به انگلیسی). Harrassowitz.
7. ↑  "The Cambridge History of Egypt", Volume 1, (1998): "32 The Arabic sources for the period refer to the dynasty as the dawlat al-atrak, dawlat al-turk, or al- dawla al-turkiyya (i.e. dynasty of the Turks), in recognition of the racial or ethnic group which predominated in the mamluk caste during this period, and to distinguish it from the Burji sultanate in which mamluks".
8. ↑  Yosef, Koby (2013). "The Term Mamlūk and Slave Status during the Mamluk Sultanate". Al-Qanṭara. Consejo Superior de Investigaciones Científicas. 34 (1): 7–34. doi:10.3989/alqantara.2013.001.
9. ↑  "Mamluk | History, Significance, Leaders, & Decline". Encyclopedia Britannica (به انگلیسی). p. The contemporary Muslim historians referred to the same divisions as the “Turkish” and “Circassian” periods, in order to call attention to the change in ethnic origin of the majority of Mamluks. Retrieved 2021-01-09.
10. ↑  پول، لین: طبقات سلاطین اسلام. ترجمهٔ عباس اقبال صص ۷۰–۷۵. در دهخدا: سرواژهٔ ممالیک.
11. ↑  تاریخ دولت‌های اسلامی و خاندان‌های حکومتگر. ج. اول. ص. ۱۳۸.

## کتابشناسی
- باسوُرث، کِلیفُرد اِدمُند (۱۳۷۱). سلسله‌های اسلامی. ترجمهٔ فریدون بدره‌ای. مؤسسه مطالعات و تحقیقات فرهنگی (پژوهشگاه).
- لِین–پول، اِستَنلی؛ بارتُلد، و. و. (تابستان ۱۳۶۳). تاریخ دولت‌های اسلامی و خاندان‌های حکومتگر. ج. اول. ترجمهٔ صادق سجادی، خلیل ادهم و احمد سعید سلیمان. تهران: نقش جهان.